# Howerla Uschhorod
Der FK Howerla Uschhorod (ukrainisch ФК Говерла Ужгород) war ein ukrainischer Fußballverein aus Uschhorod. Der Verein wurde 1946 gegründet und trug seine Heimspiele im Awanhard-Stadion aus, das Platz für 12.000 Zuschauer bietet. In der Saison 2012/13 spielte Howerla Uschhorod in der ersten ukrainischen Liga, der Premjer-Liha, musste 2015/16 jedoch zwangsabsteigen. Der Verein wurde daraufhin aufgelöst.

## Geschichte

Altes Logo von Sakarpattja Uschhorod bis 2011

Der Verein wurde im Jahre 1946 unter dem Namen Spartak Uschhorod in der gleichnamigen Stadt mit heutzutage etwas mehr als hunderttausend Einwohnern und Hauptstadt der Oblast Transkarpatien im Westen der Ukraine, gegründet. Zuvor bestand in der Stadt bereits ein Verein, der SC Rus, der sich aber mit Beginn des Zweiten Weltkrieges und dem Überfall des Deutschen Reiches auf die Sowjetunion auflöste. Im heutigen Emblem wird auf das Gründungsdatum des SC Rus verwiesen. Ob das heutige Howerla Uschhorod aus dem SC Rus hervorgegangen ist, ist bis heute nicht ganz klar. Nach dem Krieg war der Verein zunächst als Spartak Uschhorod bekannt, bis 1961 die Umbenennung in Werhowyna Uschhorod, zehn Jahre später in Howerla Uschhorod erfolgte. Den Namen Howerla Uschhorod behielt der Verein bis ins Jahr 1982, als man sich in Sakarpattja Uschhorod umbenannte. 1996 bis 1998 hieß man dann wieder Werhowyna Uschhorod, dann bis 2011 Sakarpattja Uschhorod, seit 2011 Howerla-Sakarpattja Uschhorod, eine Kombination aus zwei früheren Vereinsnamen und seit 2013 Howerla Uschhorod.
Zu Zeiten der Sowjetunion trat Howerla-Sakarpattja Uschhorod nahezu überhaupt nicht in Erscheinung, größerer Erfolge blieben aus. Erst mit Auflösung der UdSSR und der Gründung der Ukraine als eigenständigem Staat begann der Verein, sich einen Namen zu machen. Von 1992 bis 1998 spielte man zunächst in der zweiten ukrainischen Liga, ehe der Abstieg in die Druha Liha kam. Dort gelang sogleich der Wiederaufstieg und man konnte sich in der Folgesaison auch in der zweiten Liga etablieren. Nach Platz dreizehn in der Saison 1999/2000 belegte Sakarpattja Uschhorod in der Spielzeit 2000/01 den zweiten Platz in der Perscha Liha, einzig hinter der zweiten Mannschaft von Dynamo Kiew, die aber nicht aufsteigen durfte, sodass Sakarpattja Uschhorod der erstmalige Sprung in die höchste ukrainische Spielklasse, die Premjer-Liha, gelang. Als Tabellenletzter musste man aber sofort wieder in die Perscha Liha absteigen. Nachdem der direkte Wiederaufstieg in der Saison 2001/02 misslang, wurde dies 2002/03 durch einen ersten Rang vor Metalist Charkiw erreicht. Allerdings folgte auch diesmal sogleich der Wiederabstieg. Ähnliches ereignete sich in den folgenden Jahren bis 2010. Sakarpattja Uschhorod entwickelte sich zu einer so genannten Fahrstuhlmannschaft und pendelte im meist jährlichen Rhythmus zwischen Premjer-Liha und Perscha-Liha. Nach dem Abstieg aus der ersten Liga in der Saison 2009/10 wurde der Wiederaufstieg 2010/11 verpasst und der Verein spielte – seit Sommer 2011 mit neuem Namen – in der Perscha Liha. In der Saison 2011/12 gelang dem Verein durch den Gewinn des Meistertitels in der Perscha Liha der erneute Aufstieg in die höchste ukrainische Spielklasse.
Auf Grund des 15. und vorletzten Tabellenplatzes in der Spielzeit 2012/13 stieg Howerla-Sakarpattja Uschhorod nach nur einem Jahr Erstklassigkeit sportlich in die Perscha Liha ab. Da der siebtplatzierte Krywbas Krywyj Rih sich wegen finanziellen Schwierigkeiten aus der Premjer-Liha zurückzog und Vizemeister der Perscha Liha Stal Altschewsk für die höchste Spielklasse nicht zugelassen worden ist, trat der FK Howerla-Sakarpattja Uschhorod auch in der Spielzeit 2013/14 in der Premjer-Liha an.

## Erfolge

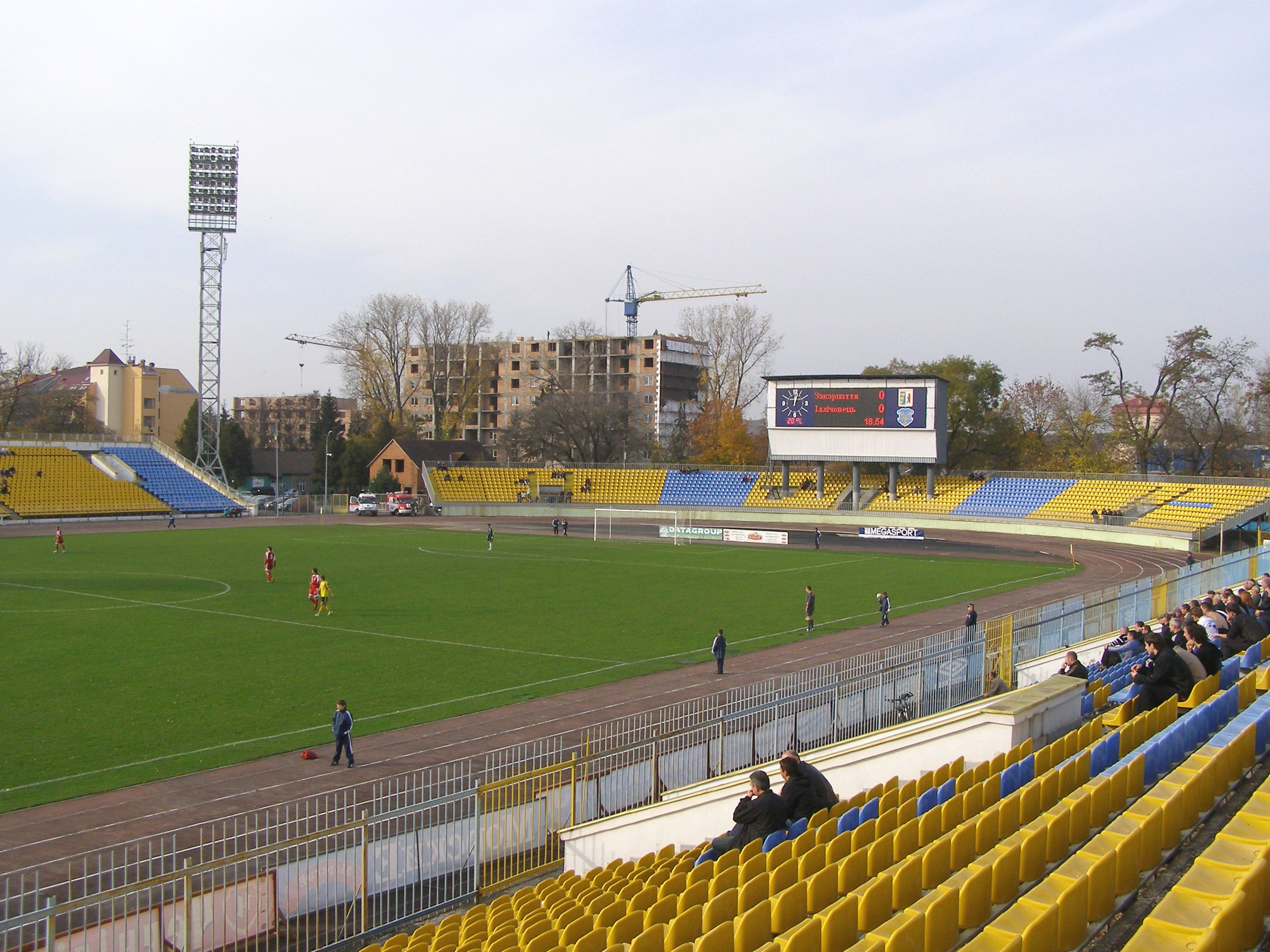
Das Stadion des Vereins

- Spielzeiten in der Premjer-Liha: 8 Saisons

2001/02: 14. Platz
2004/05: 12. Platz
2005/06: 16. Platz
2007/08: 16. Platz
2009/10: 16. Platz
2012/13: 15. Platz
2013/14: 12. Platz
2014/15: 12. Platz
2015/16: 13. Platz
- Perscha Liha: 3× (2003/04, 2008/09, 2011/2012)

- Druha Liha: 1× (1998/99 Gruppe A)

## Bekannte Spieler
- Oleksandr Tschyschewskyj, ukrainischer Nationalspieler, unter anderem bei Karpaty Lwiw, 2006 bis 2010 101 Ligaspiele in Uschhorod
- Ivan Hetsko, sowjetischer und später ukrainischer Nationalspieler, heute Trainer, 1986 bis 1988 erste Station bei Sakarpattja Uschhorod
- Wassyl Kobin, aktuell ukrainischer Nationalspieler von Schachtar Donezk, aus der Jugend von Sakarpattja Uschhorod
- Taras Mychalyk, 2006 Vizeeuropameister mit der U21 der Ukraine, seit 2005 bei Dynamo Kiew unter Vertrag und 2006 nach Uschhorod ausgeliehen
- David Odonkor, 16-facher deutscher Nationalspieler, WM- und EM-Teilnehmer, Deutscher Meister 2002 mit Borussia Dortmund, 2012 bis 2013 bei Ushhorod
- Andrey Popoviç, aktueller aserbaidschanischer Nationalspieler, FK Baku und Metalurh Donezk, in der Jugend bei Sakarpattja aktiv
- Oleksandr Radtschenko, 17-facher Nationalspieler, unter anderem für Dynamo Kiew und Dnipropetrowsk aktiv, 2001/02 an Sakarpattja ausgeliehen
- Valentyn Slyusar, zweifacher ukrainischer Internationaler, lange bei Metalist Charkiw, 2000 bis 2002 und 2004 bis 2005 in Uschhorod
- József Szabó, zweimaliger WM-Teilnehmer und 40 Länderspiele für die Sowjetunion, 1957 bis 1959 bei Spartak Uschhorod
- Aleksandar Trišović, serbischer Internationaler, zum Beispiel bei Roter Stern Belgrad